# DJ Reckless

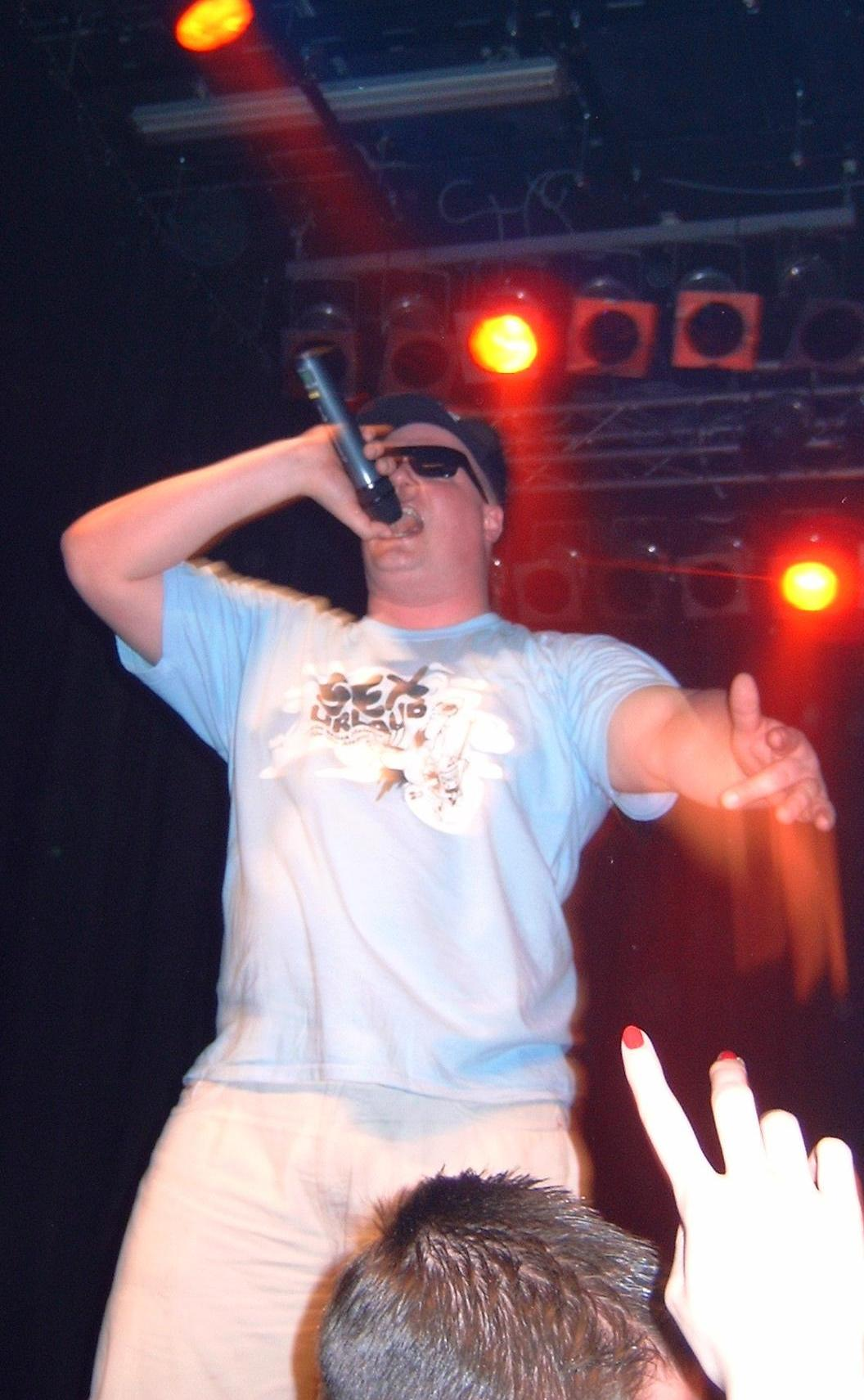
DJ Reckless im April 2008 in Hagen

DJ Reckless oder Reckless (* 1980 in Berlin; richtiger Name Marvin Matzerok) ist ein deutscher Musikproduzent und Rapper aus Hannover und Inhaber des Plattenlabels Reckless Records.

## Werdegang
DJ Reckless begann 1994, elektronischen Rap im Stil des Miami Bass zu produzieren. Er gründete 2006 das Independent-Label Reckless Records. Der erste Künstler, der auf Reckless Label unter Vertrag genommen wurde, war Corus 86. Dieser begleitet ihn seitdem als Rapper.
Im Mai 2006 entstand zusammen mit DJ Manny Marc und Corus 86 das Album Deutschland ist Weltmeister, welches Partyrap und Fußballparolen mit elektronischen Rhythmen kombiniert. Ende 2006 produzierte er Muskeln, Gold, Bass & Bier, das Debütalbum des Rappers Corus 86. 2007 erschien, erneut in Zusammenarbeit mit Manny Marc und Corus, das Album Sexurlaub, welches die Themen Urlaub, Alkohol und Frauen behandelt. Ende 2007 begleitete Reckless den Rapper Frauenarzt bei dessen Brennt-den-Club-ab-Tour.
Reckless produzierte Lieder und Alben für Künstler wie Fler, Bass Sultan Hengzt, Blokkmonsta, Fresh Kid Ice, Frauenarzt und Mr. Long, DJ Manny Marc, King Orgasmus One, MC Basstard und MC Bomber.
Reckless benutzt fast ausschließlich den Miami Bass mit Elementen aus dem Electronic-Bereich. Charakteristisch für ihn ist eine durch einen Vocoder verfremdete Stimme. Er benutzt einen E-mu SP 12 Sampler und eine Roland TR-808 Drum Machine.

## Diskografie
Alben
- 2005: Hip Hop ist tot (mit DJ Manny Marc) (indiziert)
- 2006: Horror-Party (mit DJ Manny Marc)
- 2006: Deutschland ist Weltmeister (mit DJ Manny Marc und Corus 86)
- 2007: Sexurlaub (mit DJ Manny Marc und Corus 86)
- 2007: König des Bass (Best of)
- 2007: Das verlorengegangene Bass Tape
- 2011: Party Nonstop
- 2013: Tanga Tanga 3 (mit Frauenarzt)
- 2019: Trap Tape (mit Skinny Finsta)
- 2020: Acid, Bass & Zappeln (mit MC Bomber)
- 2021: Peppen Pappen Teile (mit MC Bomber)
- 2021: Illegaler Fonk
- 2025: Mitsubishi (mit MC Bomber)

Produktionen
- 2002: Bass im Auto von Mega Mix Mike & Thomas Mk2
- 2002: Fick den Bunker auf Fick MOR von MOK (mit Frauenarzt & Basstard)
- 2002: Porno Party von Mr. Long & Frauenarzt (indiziert)
- 2002: Diverse auf Kranke im Club von Raphaus Records
- 2003: Tanga Tanga 2003 von Frauenarzt (indiziert)
- 2003: Jetzt oder nie von Sady K
- 2003: Diverse auf Machtwort von Machtwort
- 2004: Lolita – Das Mixtape von Lolita
- 2004: Verbrechen lohnt sich von DJ Manny Marc (indiziert)
- 2005: Reckless & der Bassklan
- 2005: Diverse auf Untergrund Klassika Teil 1 von Raphaus Records & Aci Krank
- 2005: Porno-Party 2 von Mr. Long & Frauenarzt[1] (indiziert)
- 2005: Diverse auf Dreckiger Hund von Mr. Long
- 2005: In 3 Teufels Namen auf In 3 Teufels Namen von Blokkmonsta, Uzi & SDBY (mit Corus 86) (indiziert)
- 2006: Diverse auf Dobermann Demotape Teil 1 von Manny Marc
- 2006: Muskeln, Gold, Bass & Bier von Corus 86
- 2006: Wir sind der Untergrund auf Hart an der Grenze von Frauenarzt & Manny Marc (mit Corus 86)
- 2006: Diverse auf Hirntot: Nachgeladen von Uzi & Blokkmonsta
- 2007: Diverse auf Pump 2 Proll – Premium Edition von Corus 86
- 2007: In 3 Teufels Namen 2 auf In 3 Teufels Namen 2 (CD1) und In 3 Teufels Namen 2 (CD2) von Uzi, Blokkmonsta & SDBY (mit Corus 86) (indiziert)
- 2007: Diverse auf Best of von Sady K
- 2007: Blutsport auf Blutsport von Manny Marc & Blokkmonsta
- 2008: Der Eisenbahnraub auf Desperados von Blokkmonsta & Schwartz
- 2009: Girlz wanna have Schwanz auf Feiern bis zum Reiern von Michelmann und der Party Bass Mob
- 2010: Tussisong auf Geil und durstig von Michelmann und der Party Bass Mob
- 2018: Stapel Tapes auf Spieler der Liebe von Skinny Finsta

Tapes/Vinyl
- 1995: Bass (Tape/80 Stück)
- 1997: The Voyage of Reckless (Vinyl)
- 2000: Reckless & Kidcut – Basslabor Vol.1 [Miami Bass] (Tape)
- 2001: Produktion & Feature auf Kam One Mutterficker Nr. 1 (Tape)
- 2004: Miami Bass [Neuauflage] (Tape)

Sonstige
- 2013: Ein Atze kommt selten allein (mit Frauenarzt, Manny Marc, Fler, Smoky, Vapeilas, Major McFly, Kid Millennium, MC Bogy, Medizin Mann, MC Basstard, Blokkmonsta, King Orgasmus One, Prinz Pi, Serk und She-Raw) (Juice Exclusive! auf Juice-CD #115)